# Marianne Stokes
Marianne Stokes (nascuda Preindlsberger; Graz, Estíria, 19 de gener de 1855 – Londres, 13 d'agost de 1927) fou una pintora austríaca, establerta a Anglaterra, considerada una de les principals artistes dones de l'Anglaterra victoriana, en el context del moviment pre-rafaelita.

## Biografia
Primer va estudiar a l'Acadèmia de Múnic amb Wilhelm Lindenschmidt el Jove, i després d'haver obtingut una beca per la seva primera obra, Muttergluck, va poder treballar a França amb Pascal Dagnan-Bouveret, Colin i Gustave Courtois. Va pintar al camp i a París i, com molts altres joves pintors, va caure sota l'encís del naturalista rústic Jules Bastien-Lepage. El seu estil va continuar mostrant-ne la influència fins i tot quan la seva temàtica ja havia deixat enrere els temes romàntics i rústics i s'endinsava en els medievals. Mentrestant, a França va conèixer la pintora finlandesa Helene Schjerfbeck, en companyia de la qual va visitar la colònia francesa d'artistes de Pont-Aven el 1883.

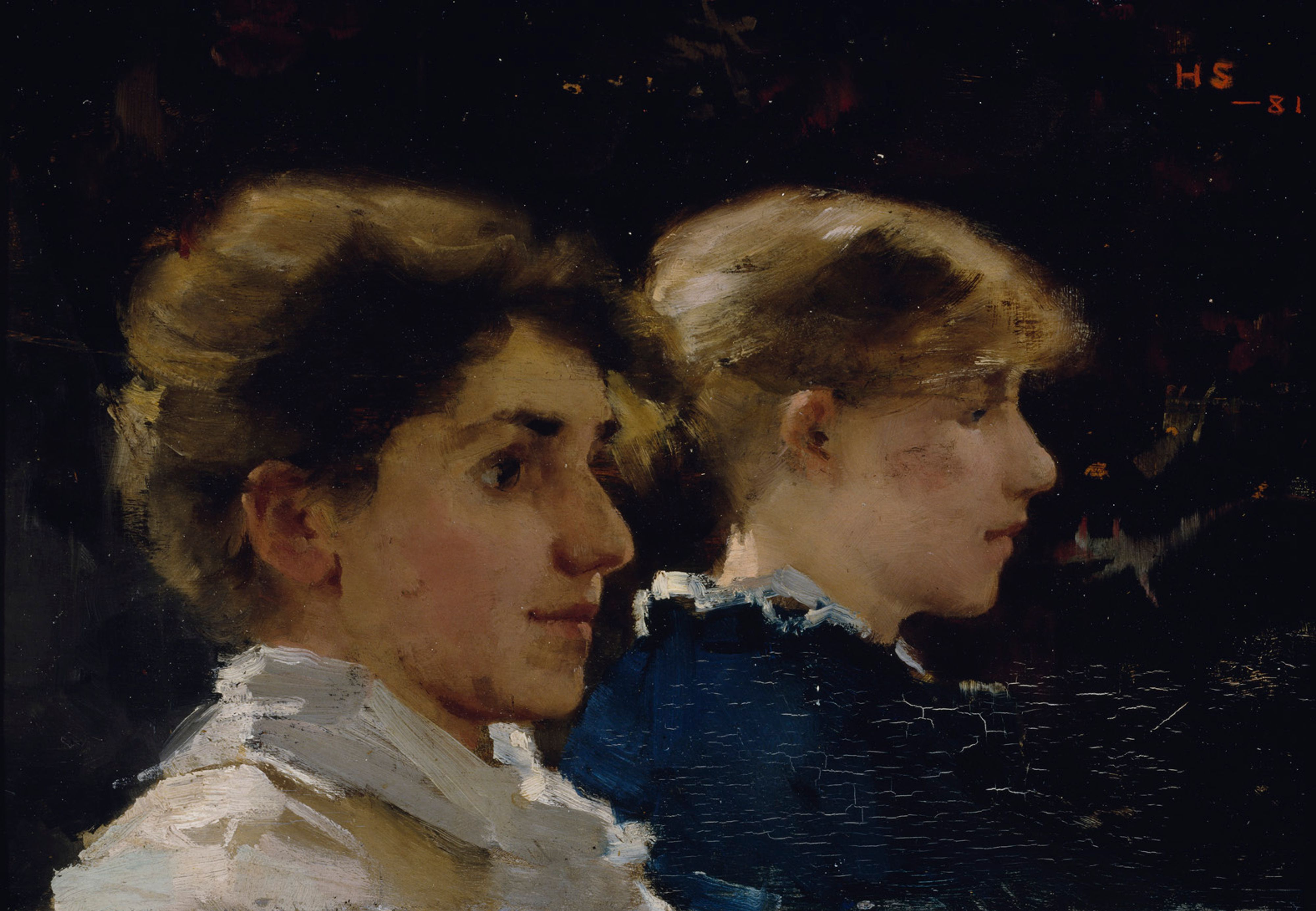
Stokes (en primer terme), pintada per Helene Schjerfbeck el 1881

La seva primera pintura de saló, Reflection, pintada a la Bretanya, va ser exhibida el 1885 a la Royal Academy. També va exposar a la Grosvenor Gallery, la New Gallery i la Society of British Artists.
Aquell any, ja casada amb el pintor paisatgista Adrian Scott Stokes, va passar a fer servir el cognom Stokes, i va començar a passar els estius a Skagen, a l'extrem nord de Dinamarca, on hi havia una colònia d'artistes entorn de Michael i Anna Ancher —que es va conèixer com els Pintors de Skagen—, i amb qui la parella va entaular una estreta amistat. L'estiu de 1885 també van visitar Irlanda.
Marianne Stokes va exhibir la seva feina al Palau de Belles Arts, durant l'Exposició Universal de 1893 de Chicago, Illinois. Va fer una exposició conjunta amb el seu marit a la Fine Art Society l'any 1900. Vivia a Saint Ives, on era membre de la Newlyn School. No tenint fills, la parella viatjava regularment a l'estranger, sovint al Tirol, i el 1905 a Hongria i a l'Alt Tatra, on van passar aproximadament mig any dibuixant i pintant als pobles de Važec, Mengusovce i Ždiar. Adrian Stokes es va concentrar en els paisatges, amb imatges de la collita de fenc i cases pintoresques, mentre que Marianne Stokes va pintar retrats que mostraven el detall dels tipus humans i de les peces de vestir. Aquestes pintures proporcionen actualment un registre valuós de la cultura eslovaca.
Stokes va abandonar els olis, inspirada en el moviment prerrafaelita i motivada per l'obra de Christiana Herringham. Va pintar composicions planes amb tempera i gesso, i els seus quadres donaven la impressió de ser frescos pintats sobre superfícies de guix. Va ser sòcia de la Royal Society of Painters in Water Colours i va formar part de l'exposició de 2018 Women in Paris 1850-1900.
Marianne Stokes va morir el 1927 i està enterrada al cementiri catòlic romà de Mortlake, Londres.

## Pintures seleccionades

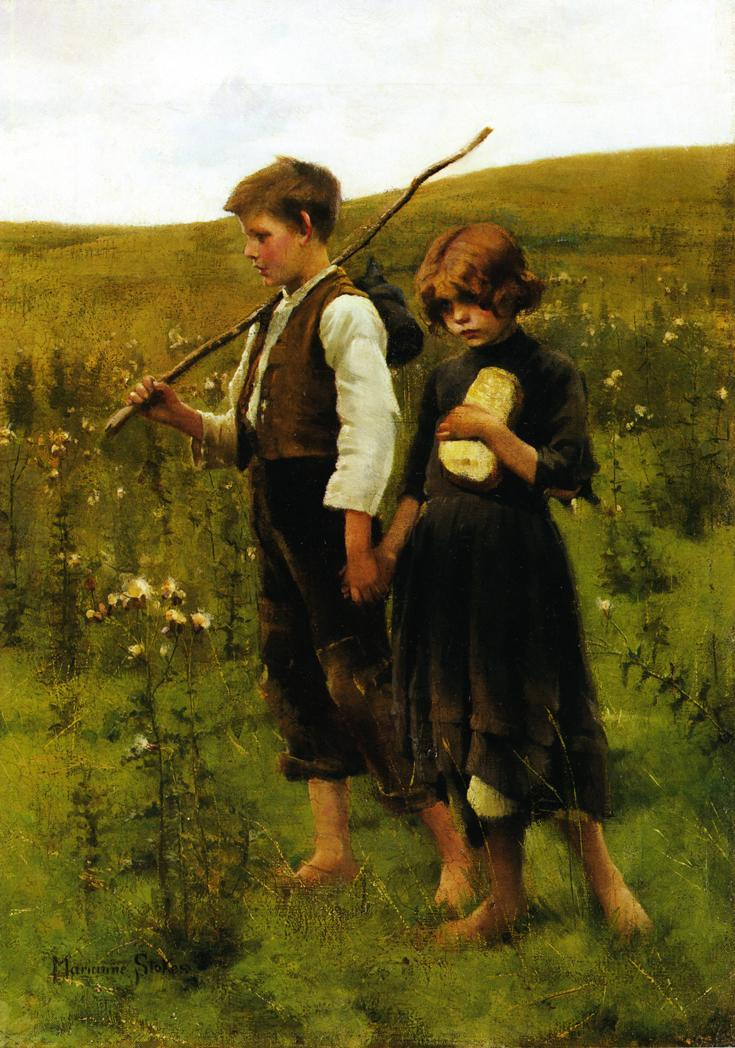
On the Way to the Fields, 1883–87
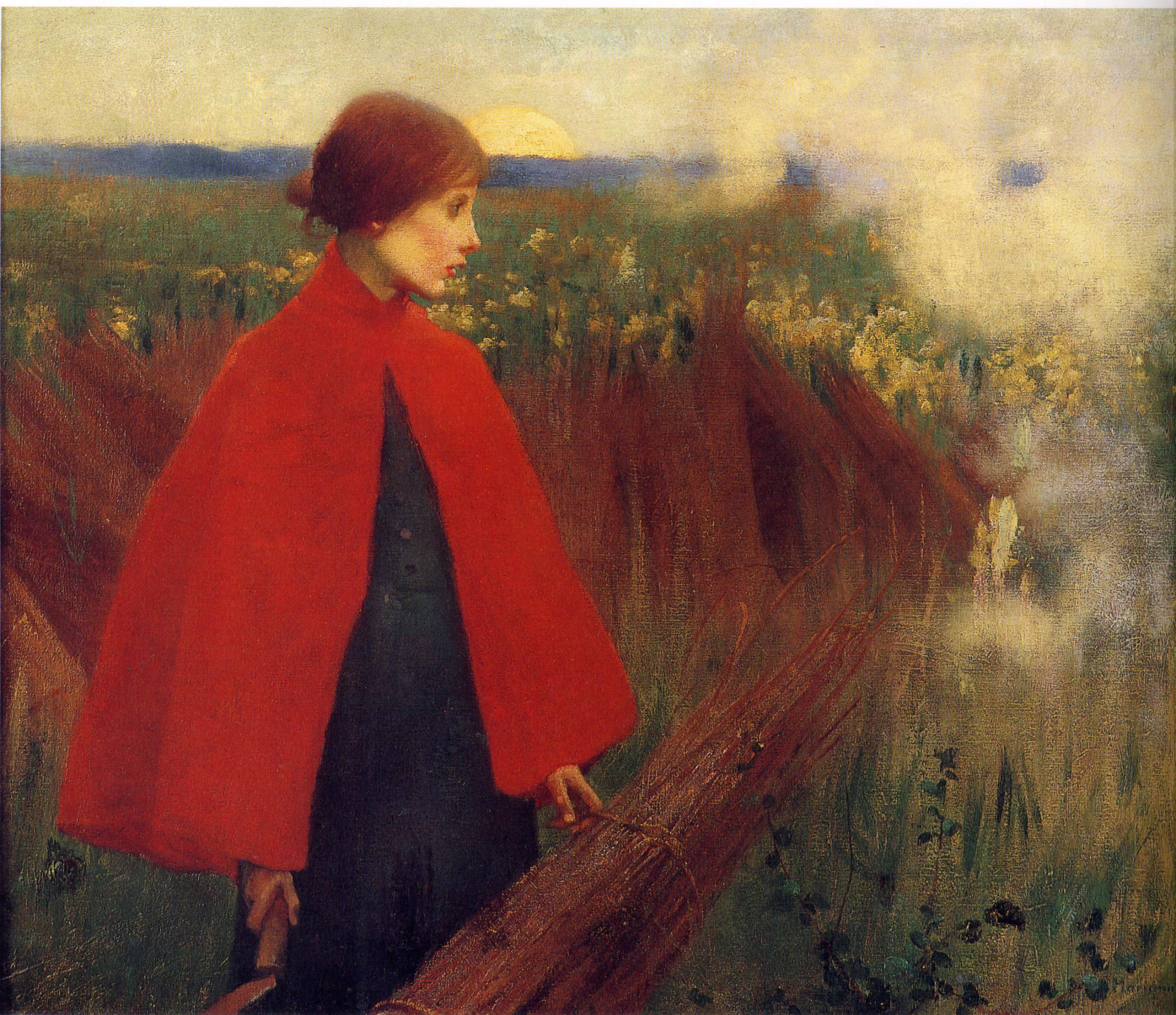
The Passing Train, 1890
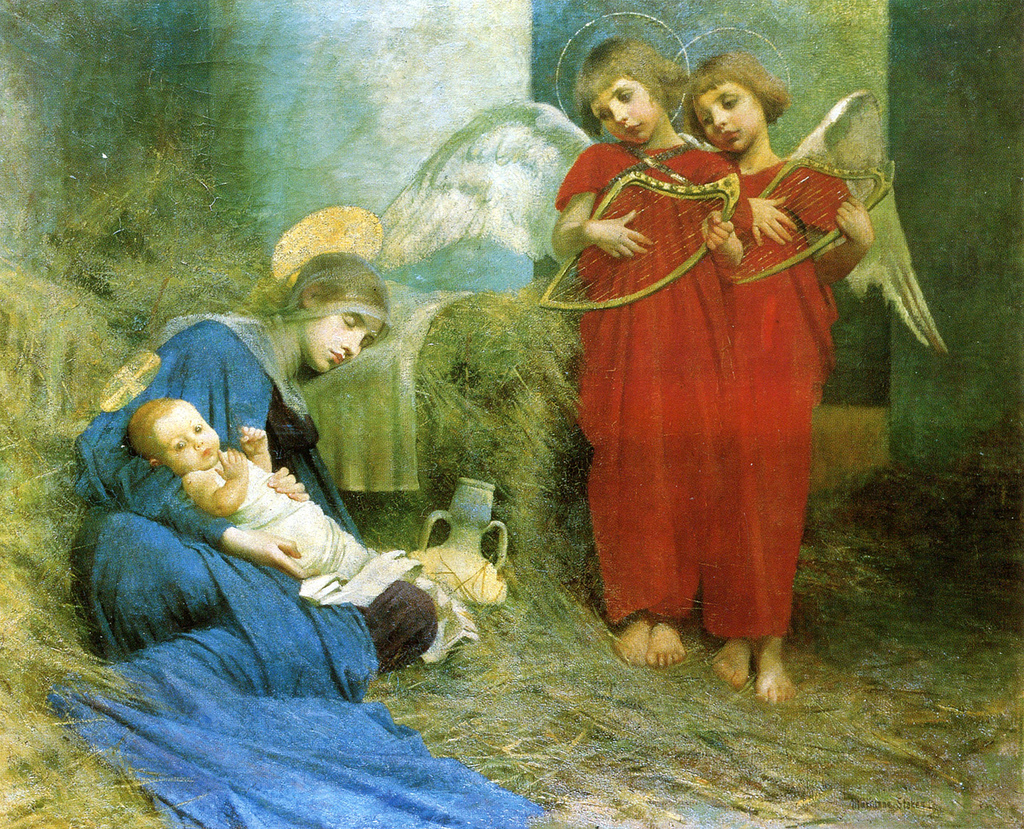
Angels Entertaining the Holy Child, 1893
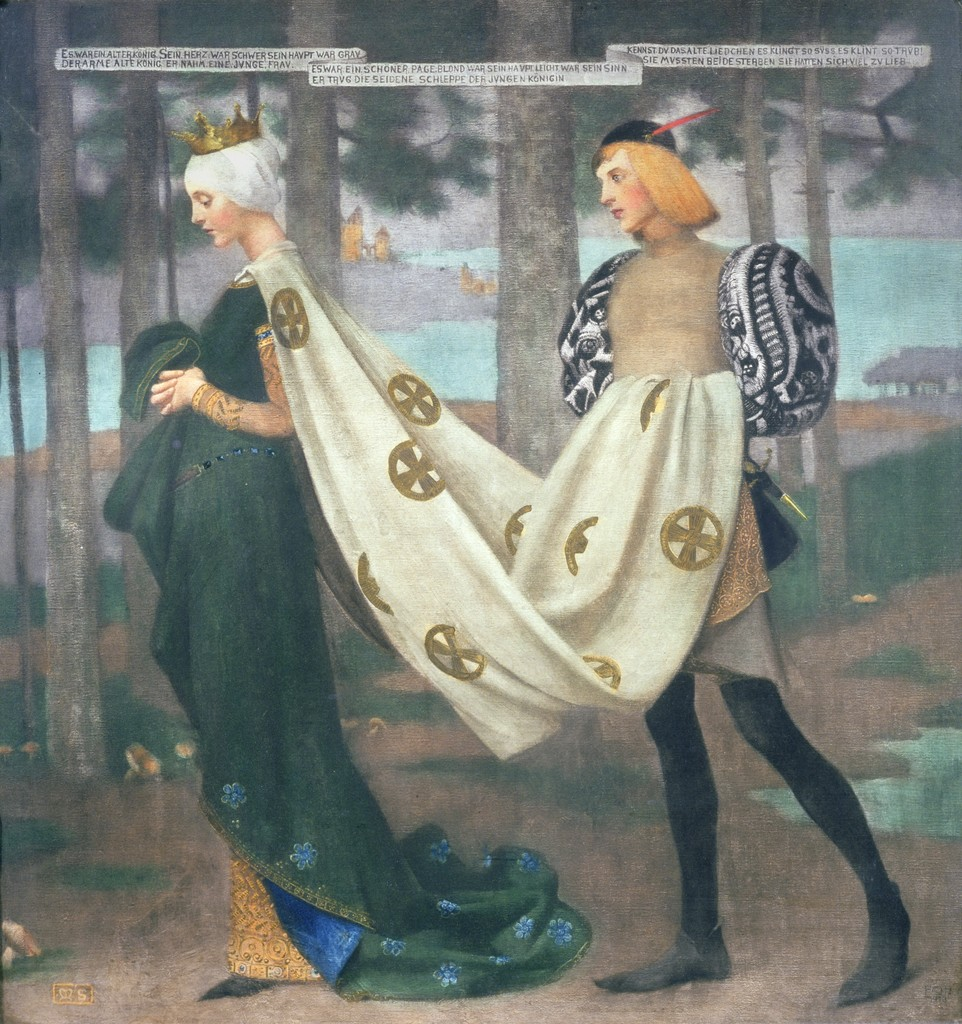
The Queen and the Page, 1896
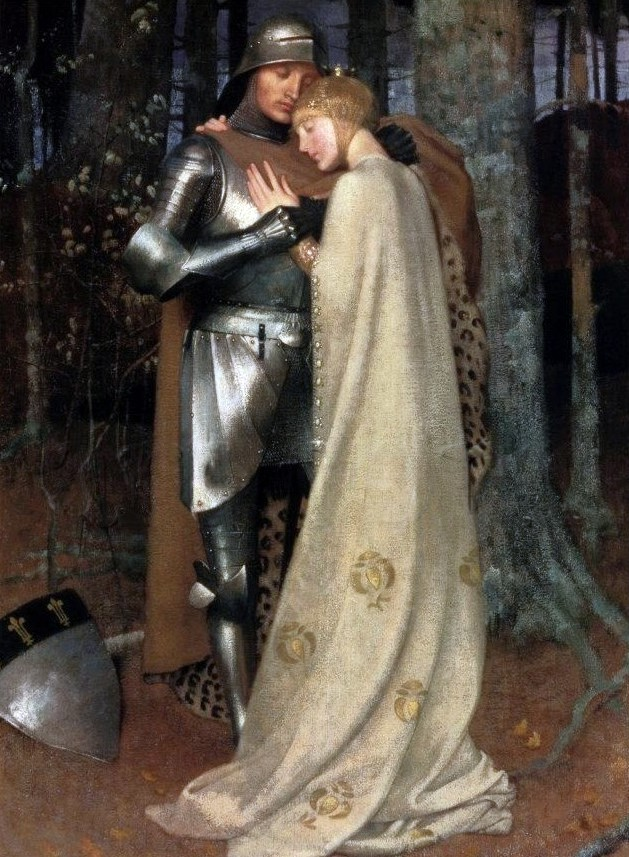
Aucassin and Nicolette
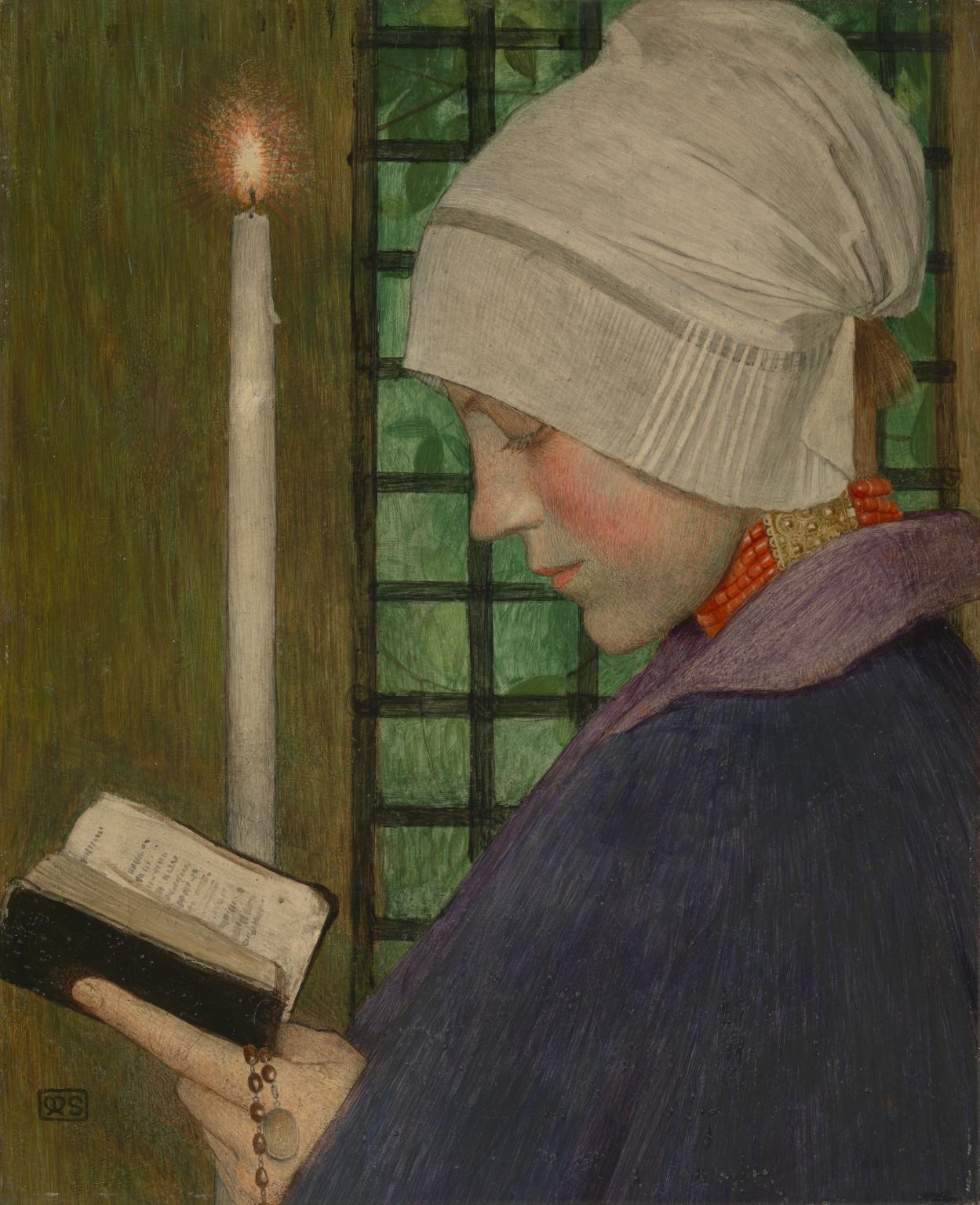
Candlemas Day, 1901
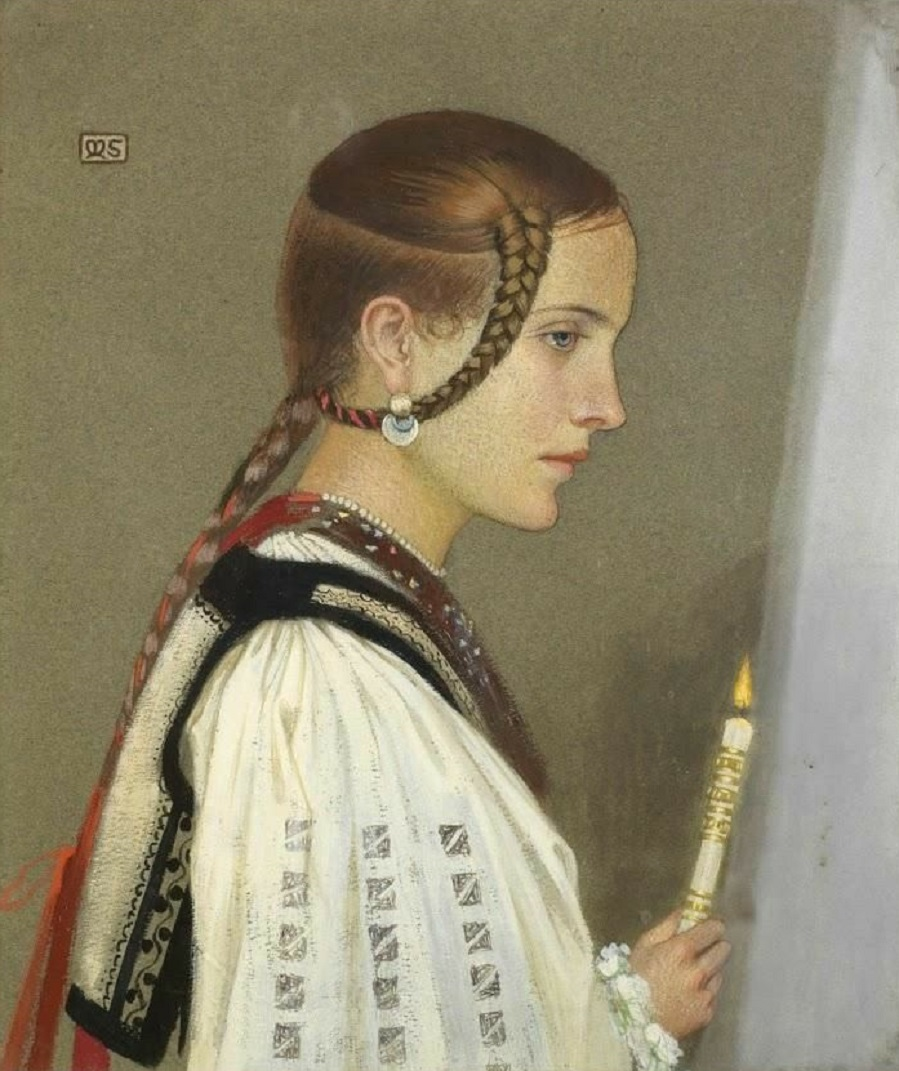
A Rumanian Bridesmaid,1905
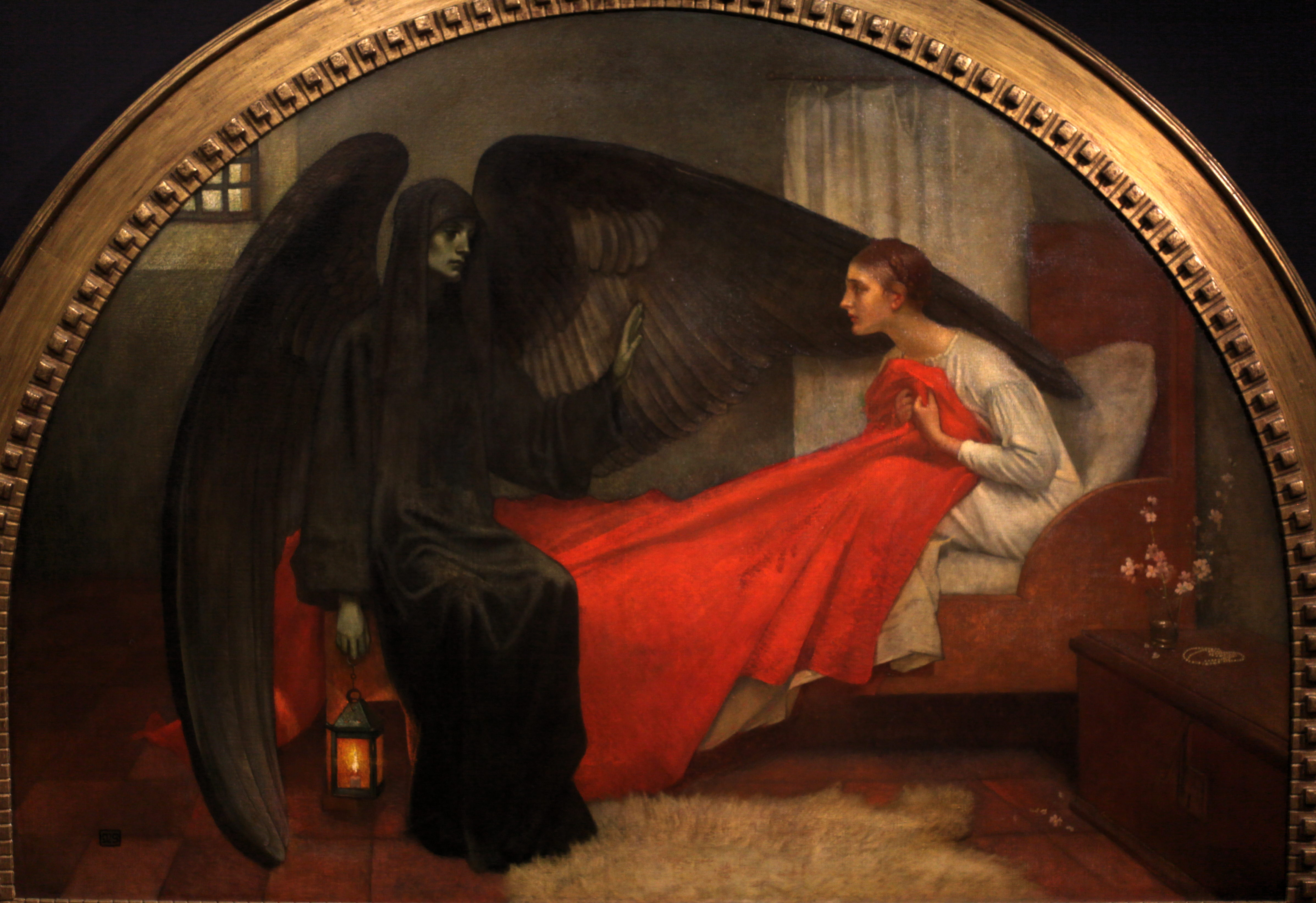
Death and the Maiden, ca. 1908
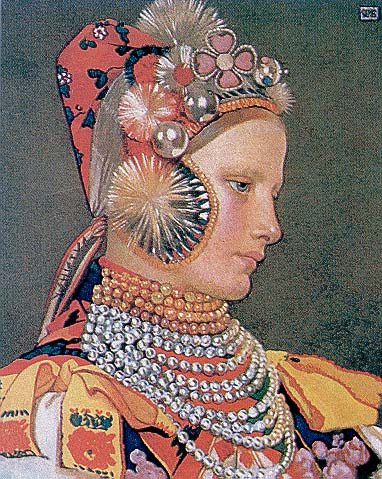
Slovak girl, 1909
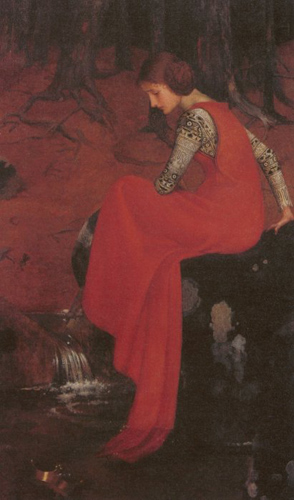
Melisande, ca 1895

## Referències

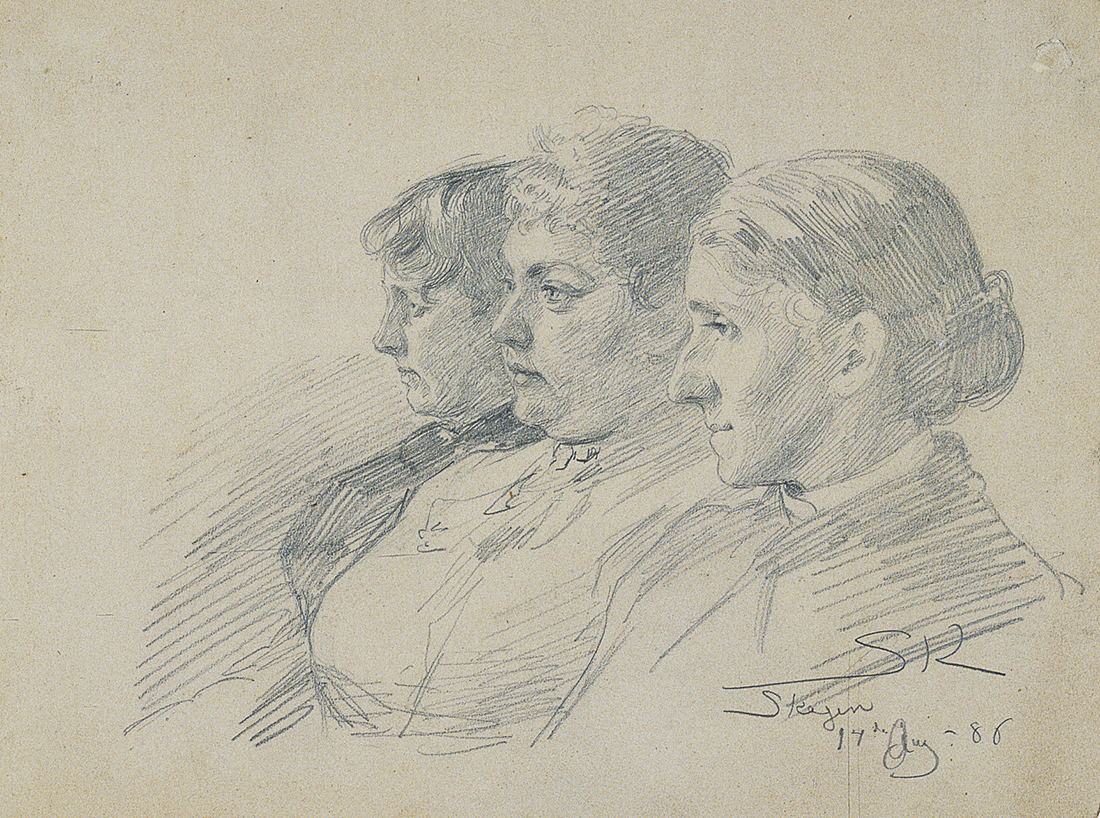
Vilhelmine Bramsen, Beatrice Diderichsen i Marianne Stokes (en primer terme) a Skagen, per Peder Severin Krøyer, el 14 d'agost de 1886

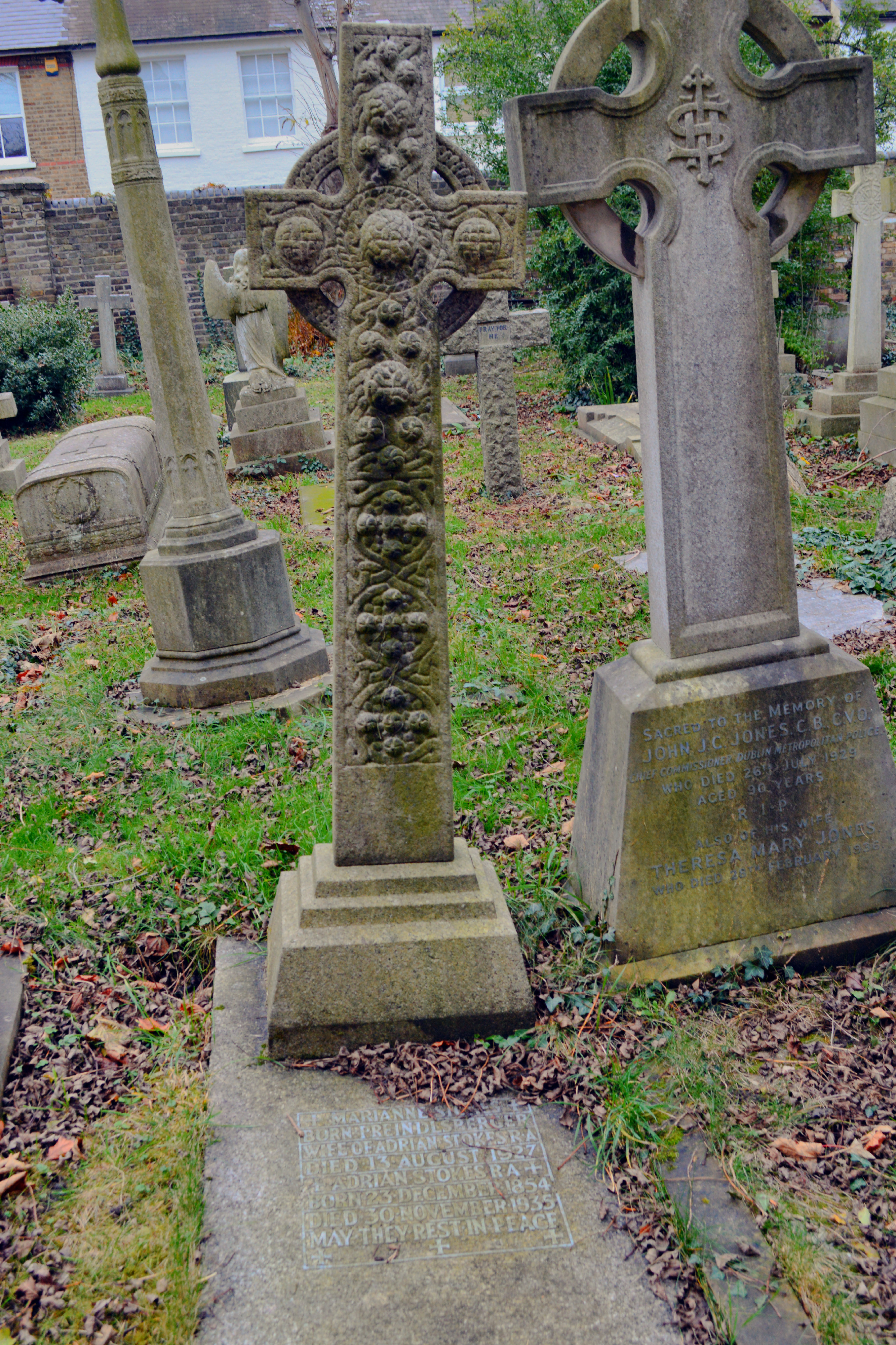
Cementiri de Mortlake, Londres